# Christ Church (Clifton Down)
Die Christ Church (Christus-Kirche) in Clifton Down in Bristol in England ist eine im Jahr 1841 fertiggestellte Pfarrkirche der Church of England und ein denkmalgeschütztes Gebäude zweiten Grades. Ihr Standort wird auch mit ST571739 im National Grid angegeben.

## Geschichte
Die Kirche wurde im Jahr 1841 nach Plänen von Charles Dyer gebaut, der Kirchturm 1859 von John Norton und die Kirchenschiffe 1885 von William Basset Smith.
Im Jahr 2015 wurde die Kirche für zwei Wochen geschlossen, nachdem starker Wind den Kirchturm beschädigt hatte.

## Architektur
Das kreuzförmige Kalksteingebäude mit Schieferdach ist im Stil der frühen englischen Gotik errichtet worden. Der Chor besitzt einen 5/8-Schluss. Das nördliche Querschiff wird von einem Strebewerk gestützt.
Der fünfstöckige Kirchturm mit Spitze ist 65 m (213 ft) hoch. An seinem Fuß ist der Eingang mit Purbeck-Marmor versehen. Die westliche Galerie in der Kirche wird durch gusseiserne Säulen in Holzverkleidung gestützt.

## Nachbau
Eine Replik der Kirche steht in Thames Town, ein Vorort und Planstadt von Shanghai im Stil der englischen Architektur.

## Kirchenarchiv
Kirchenbücher für Christ Church, Clifton, Bristol sind im Bristol Archive, Ref. P.CC, einschließlich der Tauf- und Heiratsregister. Das Archiv enthält auch Aufzeichnungen über Amtsinhaber, Kirchenvorsteher, Pfarrkirchenräte, Wohltätigkeitsorganisationen und der Sakristei.